# Serica septentrionalis
Serica septentrionalis är en skalbaggsart som beskrevs av Siuiti Murayama 1935. Serica septentrionalis ingår i släktet Serica och familjen Melolonthidae. Inga underarter finns listade i Catalogue of Life.